# Ступа Тахт-э Рустам
Ступа Тахт-э Рустам — буддийское средневековое сооружение (Ступа) в Афганистане, возле города Айбак в провинции Саманган.

## Описание конструкции
Одно из самых впечатляющих сооружений буддийской эпохи Афганистана.
В отличие от других буддийских ступ, Тахт-э Рустам не находится на поверхности земли, а буквально вырезана в скале и находится внутри неё, подобно христианским храмам
в Эфиопии. Траншея вокруг ступы составляет около 8 метров в глубину. Коридоры, расположенные внизу конструкции составляют буддийский монастырь с пятью отдельными пещерами и
несколькими кельями для медитации. Небольшие отверстия в стенах позволяют солнечному свету проникать внутрь монастыря. В пещерном монастыре не обнаружено никаких элементов декоративной отделки, но сама конструкция удивляет с технической точки зрения строительства.
Историки выдвинули две основные версии относительно того, почему ступа вырезана в скале, а не находится на её поверхности. Первая версия гласит, что это было сделано с целью маскировки. Вторая версия предполагает, что это было связано с тяжелыми климатическим условиями в данном регионе.